# Matthew Cetlinski
Matthew Cetlinski (Lake Worth, 4 ottobre 1964) è un ex nuotatore statunitense.

## Carriera
Assieme ai compagni Troy Dalbey, Doug Gjertsen e Matt Biondi ha vinto la staffetta 4x200m stile libero ai giochi di Seul 1988.

## Palmarès
- Giochi olimpici estivi

Seul 1988: oro nella 4x200m stile libero.
- Giochi panamericani

Caracas 1983: argento nei 400m stile libero.
- Giochi PanPacifici

Brisbane 1987: oro nei 400m stile libero e nella 4x200m stile libero.